# (2630) Hermod
(2630) Hermod es un asteroide perteneciente al cinturón de asteroides, descubierto el 14 de octubre de 1980 por el equipo del Instituto de Astrofísica de la Alta Provenza desde el Observatorio de la Alta Provenza, Saint-Michel-l'Observatoire, Francia.

## Designación y nombre
Designado provisionalmente como 1980 TF3. Fue nombrado Hermod en homenaje al Dios de la mitología nórdica Hermóðr el mensajero de los dioses.